# محاصره کالسدون

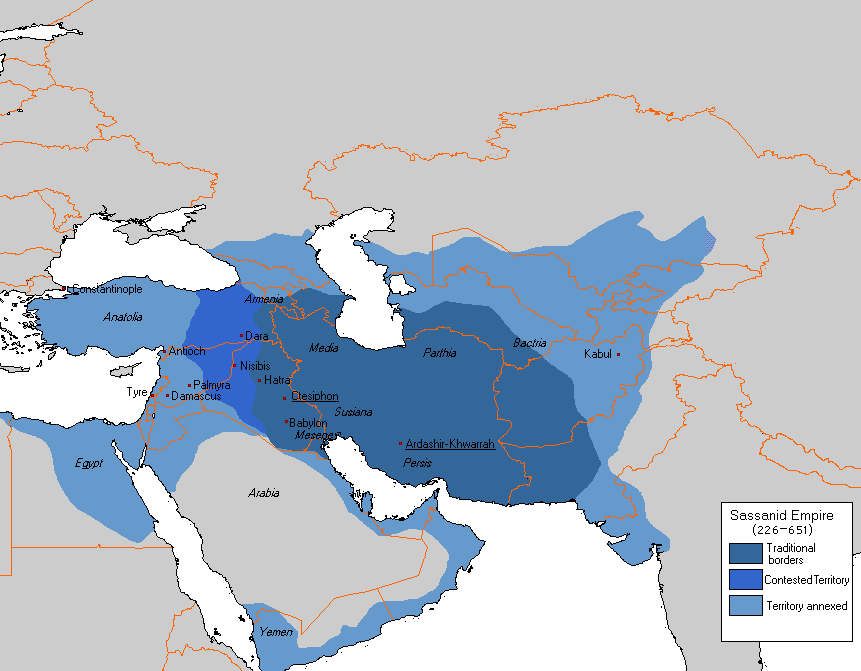
وسعت قلمرو ساسانیان در سال ۶۲۰ (میلادی) در این سال قلمرو ایران تقریباً به حدود دوران سلطنت هخامنشیان رسید.

شاهین در سال ۶۰۵ میلادی با یک یورش سنگین شهر بسیار مستحکم آمد را محاصره کرد، از لحاظ تاریخی قبلا جنگ‌های بسیاری در این شهر بین ایرانیان و رومیان در گرفته بود، از جمله شاپور دوم که این شهر را از رومیان باز پس گرفت. قباد یکم و خسرو انوشیروان نیز بر سر این شهر با رومیان جنگیده بودند، وضعیت استراتژیکی این شهر به گونه ای بود که با تصرف آن راه ورود به ارمنستان هموار می‌گشت. ارتش ایران به فرماندهی شاهین و سمبات باگراتونی شهر را مورد هجوم قرار دادند. برج و باروی مستحکم و حصار ستبر نتوانست جلوی هجوم‌های مکرر ایرانیان را بگیرد و عاقبت با وجود دلاوری رومیان شهر به تصرف قوای ساسانی در آمد و متعاقب تصرف شهر «آمد» دروازهٔ ورود به ارمنستان برای ساسانیان گشوده شد. شاهین به خاک ارمنستان وارد شد و ارمنستان و گرجستان را یکی پس از دیگری به تصرف در آورد. پس از فتح این سرزمین‌های مهم، شاهین به سوی آسیای صغیر شتافت. کیلیکیه، پونتوس، قیصریه، کاپادوکیه، نتوانستند در مقابل حملات ارتش ایران پایداری کنند و یکی پس از دیگری سقوط کردند. ارتش ایران به گالاتیا رسید. ساسانیان با هجومی منظم به ایالات غربی آسیای صغیر آنها را یکی پس از دیگری گشودند و به کالسدون رسیدند. در این منطقه هراکلیوس با سردار ایرانی دیدار کرده و به صلاح‌دید او سفیری را برای مذاکره صلح به دربار خسرو پرویز روانه کرد. اما این‌کار نتیجه مطلوب نداشت، چون شرط پیمان صلح تخلیه سرزمین‌های تصرف شده بود که پاسخی به آن داده نشد و حتی خشم شاهنشاه را برانگیخت. (از نظر تاریخی همواره مرز ایران و روم چه در دورهٔ پارت و چه در دورهٔ ساسانیان رود فرات بوده است، گاه رومیان از فرات می‌گذشتند و شهرهای آن سوی فرات را به تصرف در می‌آورند، ولی دیری نمی‌گذشت که به دست ایرانیان شکست می‌خوردند و ایرانیان معمولاً به شام و آسیای صغیر می‌تاختند.) و همچنین پیروزی‌های پی‌درپی، خسرو پرویز را مغرور کرده بود. خسرو نه تنها به مذاکره با فرستاده روم رضایت نداد، بلکه او را به زندان انداخت و حتی شاهین سردار ساسانی را به دلیل آن‌که هراکلیوس را دست و پا بسته و به غل و زنجیر کشیده به نزد او نیاورده بود، تهدید به مرگ کرد. کالسدون خیلی زود سقوط کرد و به تصرف ساسانیان درآمد و قلمرو ساسانیان تقریباً به حدود دوران سلطنت هخامنشیان رسید. پس از فتح آنجا در آن حوالی اردو زدند. دیگر راهی تا کنستانتینوپل پایتخت روم شرقی وجود نداشت. ولی دیوار بسیار بلند و ستبر و خندقی عمیق و پرآب که شهر را احاطه می‌کرد، همینطور وجود منجنیق‌های آتشین به روی برج‌ها این شهر را به صورت دژی تسخیر ناپذیر در آورده بود.